# Юмжагійн Цеденбал
Юмжагійн Цеденбал (монг. Юмжаагийн Цэдэнбал; 17 вересня 1916 — 20 квітня 1991) — політичний діяч МНР і Монгольської Народно-революційної Партії, генеральний секретар в 1940-1954 і 1981-1984; у 1958-1981 — 1-й секретар ЦК Монгольської народної революційної партії. У 1952-1974 — голова уряду МНР. Голова президії Великого народного хуралу МНР в 1974-1984, маршал з 1979.
У 1990 виключений з МНРП.

## Біографія
Народився в сім'ї незаможного скотаря.
У 1938 закінчив фінансово-економічний інститут в Іркутську.
У 1939 вступив в Монгольську народно-революційну партію (МНРП).
В 1939—1940 заступник, потім міністр фінансів МНР.
З 1940 член ЦК МНРП і член Президії (з 1943 Політбюро) ЦК МНРП.
У 1940—1954 — генеральний секретар ЦК МНРП і одночасно в 1941—1945 — заступник головнокомандуючого і начальник Політуправління Монгольської народно-революційної армії (МНРА).
У 1945—1952 — заступник прем'єр-міністра МНР і (до 1948) голова Держплану.
У 1952—1974 — голова Ради Міністрів.
З 1958 — перший секретар ЦК МНРП.
З 1974 — голова Президії Великого народного хуралу МНР.
Висувався на керівні посади при диктатурі Чойбалсана, посів посаду Генерального секретаря ЦК МНРП. Після смерті Чойбалсана в 1952 також став прем'єр-міністром. Проводив набагато м'якшу політику, при нім були звільнені з в'язниць багато жертв чойбалсанівських репресій, проте політика Чойбалсана офіційно не переглядалася. Зумів виключити з ЦК своїх основних суперників, серед яких були Дашійн Дамба (1959), Дарамин Тумур-Очир (1962), Лувсанцерегійн Ценд (1963), а також «антипартійна група в складі — Лоохууз, Нямбуу і Сурмааджав» (грудень 1964).
Зовнішня політика була направлена на зміцнення зв'язків з СРСР, проте при цьому він чинив опір планам перетворити Монголію на одну з союзних республік. Під час політичних розбіжностей між СРСР і КНР рішуче встав на бік СРСР. Саме до цеденбалівської Монголії намагався втекти вже колишній соратник Мао Цзедуна Лінь Бяо.
Видну роль в політичній діяльності Монголії грала і дружина Цеденбала, росіянка за походженням Анастасія Іванівна Цеденбал-Філатова, з якою Цеденбал познайомився під час партійного навчання в Москві, і яка навіть входила до складу Політбюро ЦК МНРП.
Пішов у відставку в серпні 1984 і переїхав до Москви разом з дружиною. Новим Генеральним секретарем обраний Жамбин Батмунх. Після смерті тіло Цеденбала привезене до Монголії, де він і похований.

## Нагороди
За організацію допомоги Радянській Армії в роки Другої Світової війни 1939—1945 і за бойові заслуги в розгромі японських мілітаристів нагороджений Президією Верховної Ради СРСР орденом Леніна (1944), орденом Кутузова 1-го ступеня (1945).
У 1971 нагороджений орденом Жовтневої Революції, в 1976 орденом Леніна. Цеденбал — Герой Праці МНР (1961) і Герой МНР (1966). Почесний член Академії наук МНР (1966). Нагороджений орденами Сухе-батора і іншими монгольськими орденами. Золота медаль Миру ім. Жоліо-Кюрі (1973).